# Altes Rathaus (Darmstadt-Arheilgen)

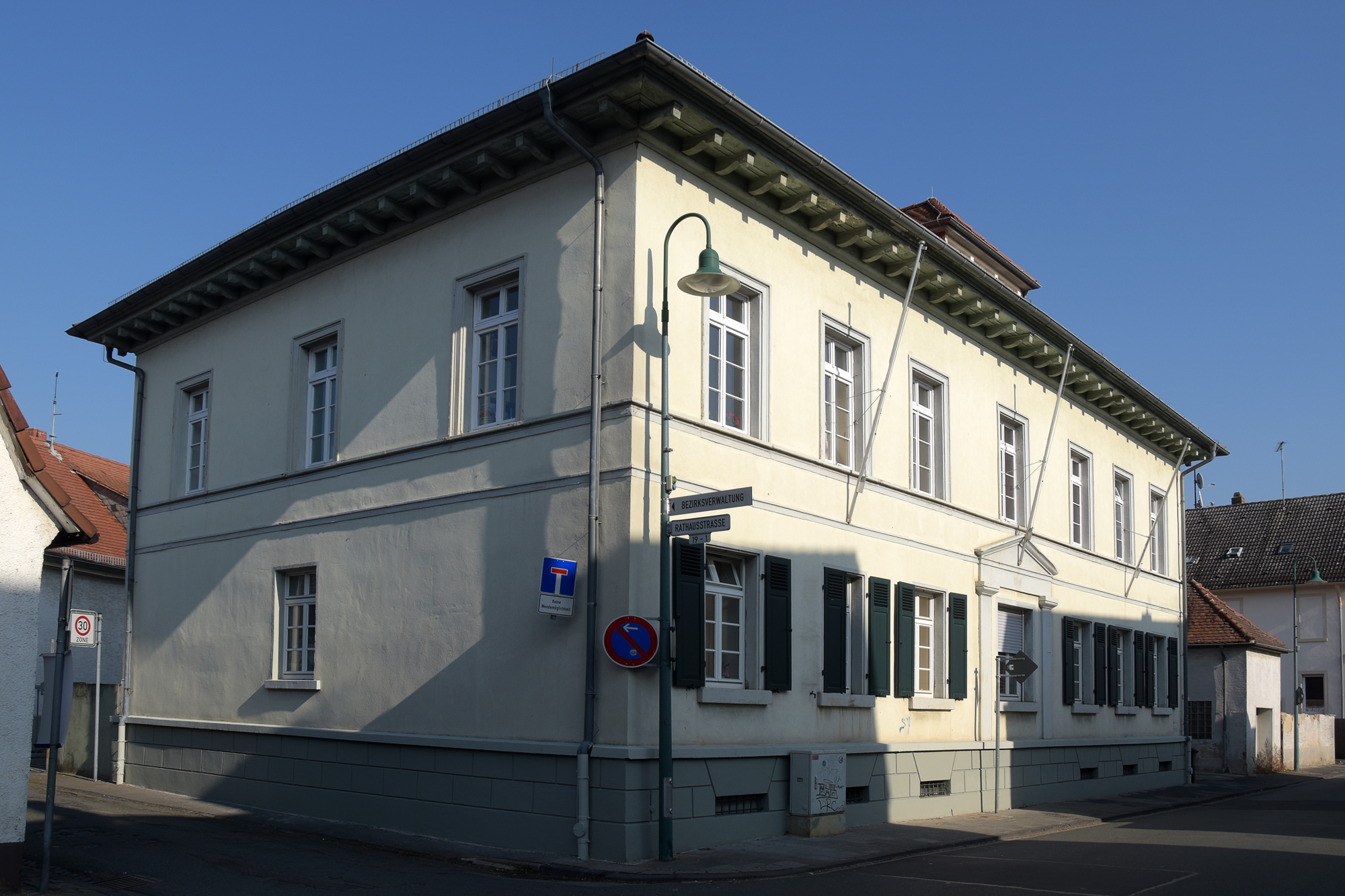
Altes Rathaus (2017)

Das Alte Rathaus ist ein Verwaltungsbau in Darmstadt-Arheilgen.

## Architektur und Geschichte
Im Jahr 1840 wurde das Alte Rathaus an Stelle des niedergelegten alten Rathauses von 1589 errichtet.
Das zurückhaltende klassizistische zweigeschossige Gebäude zeigt die Handschrift von Georg Moller.
Das Bauwerk ist ein traufständiger Massivbau mit sieben Achsen auf rechteckigem Grundriss.
Über dem Konsolgesims befindet sich ein flaches Walmdach.
Die verputzte Fassade wird durch flache Gesimsbänder betont.
Der alte Eingang besitzt eine Rahmung durch Pilaster und eine Verdachung.
Das Erdgeschoss wurde ehemals als Schule und Lehrerwohnung genutzt.
Das Dachgeschoss war als Arrestlokal ausgebaut.
Im Jahr 1929 erfolgte ein Umbau.
Bis zum Jahr 2015 beherbergte das Gebäude ein Polizeirevier.
Das Alte Rathaus wurde, als typisches Beispiel für die Architektur der 1840er Jahre in Darmstadt, unter Denkmalschutz gestellt.